# Bacino dell'Illinois
Il bacino dell'Illinois è un bacino strutturale sedimentario risalente al Paleozoico situato negli Stati Uniti d'America; è centrato e sottostante all'Illinois e si estende fino al sudovest dell'Indiana e alla parte occidentale del Kentucky.
Il bacino ha una forma allungata e si estende per circa 650 km in direzione nordovest-sudest e 320 km in direzione sudovest-nordest.

## Margini
Il bacino è delimitato a nordest dal Kankakee Arch, a sudest dal Cincinnati Arch, a sud dal Pascola Arch, a sudovest dall'Altopiano d'Ozark, a nordovest dal Mississippi River Arch e a nord dal Wisconsin Arch. La zona sismica di New Madrid e la zona sismica della Wabash Valley intersecano la porzione meridionale del bacino.

## Geologia
Al suo centro al di sotto della parte meridionale dell'Illinois, il bacino contiene uno spessore di circa 5000 m di rocce sedimentarie che vanno dal Cambriano al Pennsylvaniano. Le rocce sono per lo più di origine marina, e predominano la dolomite, il calcare, lo shale e l'arenaria.
Al di sotto delle rocce sedimentarie, le rocce in profondità del basamento cristallino risalgono al Proterozoico; si tratta di granito e riolite dell'Eastern Granite–Rhyolite Province che data a 1,55 miliardi di anni fa.